# Love in the Moonlight
Love in the Moonlight (en hangul, 구르미 그린 달빛; romanización revisada, Gureumi geurin dalbit), también conocida en español como Amor bajo la luz de la luna y Luz de luna pintada por las nubes, es una serie de televisión surcoreana de ficción histórica transmitida por KBS 2TV desde el 22 de agosto, hasta el 18 de octubre de 2016. Está basada en la novela web homónima de Yoon Yi Soo, serializada en el portal de internet surcoreano Naver en 2013 y lanzada en formato de libros durante 2015. Es dirigida por Kim Sung Yoon (Dream High) y Baek Sang Hoon (Descendientes del sol).
Es protagonizada por Park Bo Gum y Kim Yoo jung, quienes protagonizan un particular romance en la dinastía Joseon del siglo XIX, entre el príncipe heredero al trono Lee Yong y Hong Ra On, una chica que se hace pasar por eunuco. La serie comenzó su proceso de preproducción en diciembre de 2015, cuando KBS anunció la adaptación de la novela a cargo de Kim Min Jung y Lim Ye Jin, posteriormente la primera lectura de guion tuvo lugar el 26 de mayo de 2016 y el inicio del rodaje en junio de ese año.

## Argumento
Lee Yeong (Park Bo Gum) es el único hijo del rey y heredero del trono. Inteligente, brillante y travieso, a sus sirvientes no le gusta esto por ser impredecible. Tiene afinidad por las artes y la música.
Hong Ra On (Kim Yoo Jung) que se hace llamar Samnom, es una astuta chica que se disfraza de hombre y para ganar algo de dinero aconseja a diferentes hombres con penas de amor o problemas en sus relaciones para solucionarlos, conoce casualmente a Lee Yong (Park Bo Gum) cuyo único lazo de por medio es una carta que recibió de otra persona, él es el primer hijo del rey Sunjo (Kim Seung Soo), por ende, el heredero directo al trono, pero pese a estar a un paso directo de convertirse en monarca, su inusual destino lo esta llevando por otro camino.
Ra On, mediante diversos planes logra entrar al palacio como eunuco, ahí le asignan trabajar para la consorte Suk Ui (Jeon Mi Seon) y la princesa Yeong Eun (Heo Jung Eun), hasta que descubre que conspiran contra el rey Sunjo, debilitándolo y motivando que se enferme, entrando en una lucha directa con la reina Kim (Han Soo Yeon) y el padre de ella, el ministro Kim Heon	(Chun Ho-jin), que intentan elevar a Kim Yoon Sung (Jin Young) como el siguiente rey, dejando de lado a su amigo de infancia y heredero legítimo Lee Young.
El príncipe une fuerzas con Ra On y su guardia personal Kim Byung Yeon (Kwak Dong Yeon), para recuperar el lugar que le están quitando, sin embargo, su corazón comienza a sentir cosas por Samnom que ante sus ojos es un hombre, y tal relación en pleno siglo XIX, luce como una locura, no obstante, la verdadera identidad de Ra On comienza a salir a la luz.

## Reparto

### Personajes principales
- Park Bo Gum como Lee Young.
  - Jung Yun Suk como Príncipe Coronado Lee Young (niño).
- Kim Yoo jung como Hong Ra On.
  - Kim Ji Young como Hong Ra On (niña).
- Jin Young como Kim Yoon Sung.
  - Lee Hyo Je como Yoon Sung (niño).
- Chae Soo Bin como Cho Ha Yeon.
- Kwak Dong yeon como Kim Byung Yeon.
  - Noh Kang Min como Byung Yeon (niño).

### Personajes secundarios
- Kim Seung Soo como Rey Sunjo.
- Jeon Mi Seon como Consorte real Suk Ui.
- Jung Hye Sung como Princesa Myeong Eun.
- Heo Jung Eun como Princesa Yeong Eun.
- Jung Yoo-min como Wol Hee.[5]
- Chun Ho-jin como Kim Heon.
- Han Soo Yeon como Reina Kim.
- Park Chul Min como Kim Eui Kyo.
- Bang Joong Hyun como Kim Geun Kyo.
- Lee Dae Yeon como Cho Man Hyung.
- Jang Gwang como Eunuco Han Sang-ik.
- Lee Jun-hyeok como Eunuco Jang.
- Tae Hang Ho como Do Gi.
- Oh Eui-shik como el eunuco Park Sung-yeol.
- Jo Hee Bong como Eunuco Sung.
- Choi Dae-chul como Eunuco Ma.

### Otros personajes

#### Apariciones especiales
- Ahn Nae-sang como Jeong Yak-yong.
- Ahn Se-ha como Jung Deok Ho.[6]
- Kang Ki-doong como Dal Bong-yi.
- Jung Hae-kyun como Hong Gyeong-nae, es el padre de Ra-on.
- Cha Tae-hyun como sirviente (ep.1)
- Lee Sung-jae como maestro Jeong (ep.4)
- Lee Moon-sik como Um Gong (Eom-gong), un hombre del clan Choi.
- Cha Joo-young como la cortesana Ae Sim-i.[7]

## Emisión internacional
- Canadá: All TV (2016).
- Chile: ETC (2018).
- China: Hunan TV (2016).
- Estados Unidos: KSCI-TV (2017).
- Filipinas: ABS-CBN (2017),[8] iQIYI (2019)[9]
- Hong Kong: Now Drama Channel (2016), Viu TV (2017).
- Japón: KNTV (2016).
- Malasia: Viu TV (2016), iQIYI (2019).
- México: Mexiquense TV, (2018).
- Nicaragua: VosTV (2018).
- Singapur: Channel U (2018), iQIYI (2019).
- Tailandia: Channel 8 (2016), iQIYI (2019).
- Taiwán: Videoland Drama (2016-2017), SCC (2017), TVBS Entertainment (2018).
- Vietnam: HTV2 (2016), iQIYI (2019).
- Perú: Willax Televisión (2018-2020-2021).
- Ecuador: Teleamazonas(2020).